# Strø Herred
Strø Herred var et herred i Frederiksborg Amt og bestod geografisk af den nuværende Halsnæs Kommune samt den tidligere Skævinge Kommune, Alsønderup Sogn og Tjæreby Sogn (som i dag alle ligger i Hillerød Kommune).
Indtil slutningen af 1200-tallet var Holbo Herred en del af Strø Herred.
I herredet ligger følgende sogne:
- Alsønderup Sogn
- Frederiksværk Sogn
- Kregme Sogn
- Lille Lyngby Sogn
- Melby Sogn
- Skævinge Sogn
- Strø Sogn
- Tjæreby Sogn
- Torup Sogn
- Vinderød Sogn
- Ølsted Sogn